# 稲羽町立前宮中学校
稲羽町立前宮中学校（いなはちょうりつ　まえみやちゅうがっこう）は、かつて岐阜県稲葉郡稲羽町（現・各務原市）に存在した公立中学校。

## 概要
- 旧・稲葉郡前宮村との中学校であり、現在の稲羽東小学校の校区が校区であった。
- 校舎は稲羽東小学校校舎に転用された。

## 沿革
- 1947年（昭和22年）4月1日 - 稲葉郡前宮村に前宮村立前宮中学校として開校。前宮村立前宮小学校の隣接地に校舎を新築。
- 1955年（昭和30年）2月11日 - 羽島郡中屋村、稲葉郡更木村、前宮村の3村が合併、町制施行し、稲羽町が発足。同時に稲羽町立前宮中学校に改称する。
- 1957年（昭和32年）3月 - 共和中学校と統合。稲羽町立稲羽中学校の新設により廃校。